# Mundo Villa
Mundo Villa es un medio de comunicación que educa, informa y transforma la realidad de los barrios más humildes. Trabaja en los sectores más vulnerables de nuestra sociedad. "Somos periodistas, vecinos de las villas, jóvenes con vocación social, productores, fotógrafos, editores y decenas de voluntarios los que conformamos este emprendimiento de comunicación y transformación social. Contamos con talleres de periodismo y un multimedio que permite difundir la realidad de las villas latinoamericanas".
Cuenta con un canal de televisión en la Villa 31 de Retiro, Mundo Villa TV, la radio FM Mundo Sur, el portal de noticias www.mundovilla.com y un periódico bimensual que se distribuye de manera gratuita en todas las villas de la ciudad.

## Periodismo ciudadano
Mundo Villa desarrolla periodismo ciudadano. Desde 2009, organiza talleres de periodismo en las villas formando corresponsales y futuros comunicadores. Se distribuye gratis en Villa 21-24 de Barracas, Villa 15 de Ciudad Oculta, Piedrabuena, Villa 31 y 31 bis de Retiro, Villa 20 de Lugano, Villa 1-11-14 de Bajo Flores, Villa 3 de Fátima, Villa 6 de Cildañes, en Zabaleta, Los Piletones, Villa Rodrigo Bueno y Villa Soldati. 
El director del canal Mundo Villa TV es Israel Ledezma, hijo del fallecido periodista de Villa 31 Adams Ledezma.